# 丹墀門成
丹墀 門成（たじひ の かどなり）は、平安時代初期の貴族。姓は多治比真人のち丹墀真人。内蔵助・多治比豊長の子。官位は正五位下・大和守。

## 経歴
平城朝では巡察弾正を、嵯峨朝では少判事・大和少/大掾を務める。
淳和朝に入り、天長3年（826年）従五位下に叙爵し、天長5年（828年）丹波介に任ぜられる。当時、丹波国の土民は荒々しく教化に従わない状態であったため、古くから治めがたいと言われていた。そのため門成は物事に応じる前に笞罰を先んじて行う等の猛政を行うことで、数年の後に国内は道理が通じるようになり、同国の人々も賞賛するようになったという。天長9年（832年）治部少輔に任ぜられ京官に復す。また翌天長10年（833年）多治比貞成の奏請により、一族と共に多治比から丹墀に改姓する。
仁明朝に入ると、備前介次いで弾正少弼を歴任する。承和9年（842年）に発生した承和の変に際しては、山城国五道の一つである大原道を警固し、同年従五位上に昇叙される。のち刑部大輔・大和国班田使次官・宮内大輔を経て、承和12年（845年）武蔵権守、翌承和13年（846年）武蔵守と武蔵国の国司を務める。それまで武蔵国においては盗賊が跋扈するような状態であったが、門成が着任して幾ばくもしないうちに、綱紀が粛正されたという。
嘉祥3年（850年）文徳天皇の即位後まもなく大和守に任ぜられる。大和国では豪族らが気ままに振るまい制御できない状態にあったが、門成は豪族らを避けることなくこれまでのやり方で統治したところ、国内は安らかとなり人々は門成にあがめ仕えたという。仁寿3年（853年）正月に正五位下に叙せられるが、同年3月22日病により卒去。最終官位は大和守正五位下。

## 人物
非常に剛直な性格であった。才学はなかったが、地方官としての行政手腕に優れ、国司に任ぜられると必ず良い評判があがったという。

## 官歴
『六国史』による。
- 大同年間初頭：巡察弾正
- 弘仁年間初頭：少判事
- 弘仁9年（818年） 日付不詳：大和少掾
- 弘仁11年（820年） 日付不詳：大和大掾
- 時期不詳：正六位上
- 天長3年（826年） 10月15日：従五位下
- 天長5年（828年） 日付不詳：丹波介
- 天長9年（832年） 日付不詳：治部少輔
- 天長10年（833年） 2月13日：多治比真人姓から丹墀真人姓に改姓[4]。日付不詳：備前介
- 承和7年（840年） 11月29日：弾正少弼
- 承和9年（842年） 正月7日：従五位上
- 承和10年（843年） 2月10日：刑部大輔。11月16日：大和国班田使次官
- 承和11年（844年） 10月3日：大和国班田使次官
- 承和12年（845年） 2月27日：宮内大輔。6月8日：武蔵権守
- 承和13年（846年） 2月11日：武蔵守
- 嘉祥3年（850年） 4月2日：供僧司。5月17日：大和守
- 仁寿3年（853年） 正月7日：正五位下。3月22日：卒去（大和守正五位下）

## 系譜
- 父：多治比豊長[1]
- 母：不詳
- 生母不明の子女
  - 女子：丹墀池子[5] - 淳和天皇後宮
  - 女子：藤原遠経室[6]